# Bertrand Roiné
Bertrand Roiné (Sainte-Gemmes-d'Andigné, 17 de febrero de 1981) es un exjugador franco-catarí de balonmano que jugaba como lateral izquierdo.
Comenzó jugando con la selección de balonmano de Francia, pero después de que Catar fuese designada como sede del Campeonato Mundial de Balonmano Masculino de 2015, eligió como selección la selección de balonmano de Catar, cambio que causó mucha controversia en Francia.
Con la selección gala ganó el Campeonato Mundial de Balonmano Masculino de 2011, mientras que con la selección catarí logró el subcampeonato en el Mundial 2015.

## Palmarés internacional
| Francia             |         |                  |
| Campeonato Mundial  |         |                  |
| Año                 | Lugar   | Medalla          |
| 2011                | Suecia  | Medalla de oro   |
| Catar               |         |                  |
| Campeonato Mundial  |         |                  |
| Año                 | Lugar   | Medalla          |
| 2015                | Catar   | Medalla de plata |
| Juegos Asiáticos    |         |                  |
| Año                 | Lugar   | Medalla          |
| 2014                | Incheon | Medalla de oro   |
| Campeonato Asiático |         |                  |
| Año                 | Lugar   | Medalla          |
| 2014                | Manama  | Medalla de oro   |
| 2016                | Manama  | Medalla de oro   |
| 2018                | Suwon   | Medalla de oro   |

## Clubes
- Angers Noyant HB (1998-2004)
- Dunkerque HB (2004-2006)
- Chambéry Savoie HB (2006-2012)
- SC Lekhwiya (2012-2014)
- Al-Ahli (2014-?)
- Lekhwiya SC (?-2021)